# فابيو فيزوني
فابيو فيزوني (بالإيطالية: Fabio Visone)‏ هو لاعب كرة قدم إيطالي في مركز الوسط، ولد في 26 فبراير 1983 في نابولي في إيطاليا. لعب مع نادي أفيلينو ونادي فوجيا ونادي مونزا.

## وصلات خارجية
- فابيو فيزوني على موقع قاعدة بيانات كرة القدم.إي يو (الإنجليزية)